# ニューかめりあ
ニューかめりあは、カメリアラインが運航しているフェリー。

## 概要
かめりあの代船として三菱重工業下関造船所で建造され、2004年7月に就航した。

### 航路
日韓航路
- 博多港（博多港国際ターミナル） - 釜山港（国際フェリーターミナル）

博多発は昼行便、釜山発は夜行便として1日1往復が運航される。運航ダイヤは、北行は博多発12時30分、釜山着18時、所要時間は5時間30分、南行は釜山発20時、博多着翌5時30分頃（乗客の下船時間は7時30分）。
2020年3月8日から2022年12月23日には新型コロナウイルスに伴い貨物輸送のみを実施。

## 設計
船体は6層構造で、6DECKが操舵室および乗組員区画、5・4・3DECKは旅客区画、1・2DECKが車両搭載区画となっている。右舷の船首および船尾にランプウェイを装備する。
国際フェリー初の交通バリアフリー法に基づいて作成された鉄道・運輸機構の旅客船バリアフリー設計マニュアルに準拠したバリアフリー高度化船である。

## 船内

### 船室
| クラス | タイプ         | 部屋数        | 設備                                                                                 |
| ------ | -------------- | ------------- | ------------------------------------------------------------------------------------ |
| 特別室 | ツイン         | 3名×2室       | プライベートデッキ、ウォークインクローゼット、ユニットバス、トイレ、テレビ、冷蔵庫付 |
| 特等室 | ツイン・洋室   | 2名×4室       | クローク、シャワールーム、トイレ、テレビ、冷蔵庫                                     |
| 特等室 | ツイン・和洋室 | 3名×2室       | クローク、シャワールーム、トイレ、テレビ、冷蔵庫                                     |
| 特等室 | シングル       | 1名×4室       | クローク、シャワールーム、トイレ、テレビ、冷蔵庫                                     |
| 一等   | 和室A          | 5名×21室      | 座卓、押入れ、テレビ、洗面台                                                         |
| 一等   | 洋室B          | 2名×22室      | 2段ベッド、テーブル、椅子、クローク、テレビ、洗面台                                  |
| 一等   | 洋室C          | 4名×12室      | 2段ベッド、テーブル、椅子、クローク、テレビ、洗面台                                  |
| 二等室 | 大部屋         | 24室（301名） | テレビ、更衣室                                                                       |

### 設備

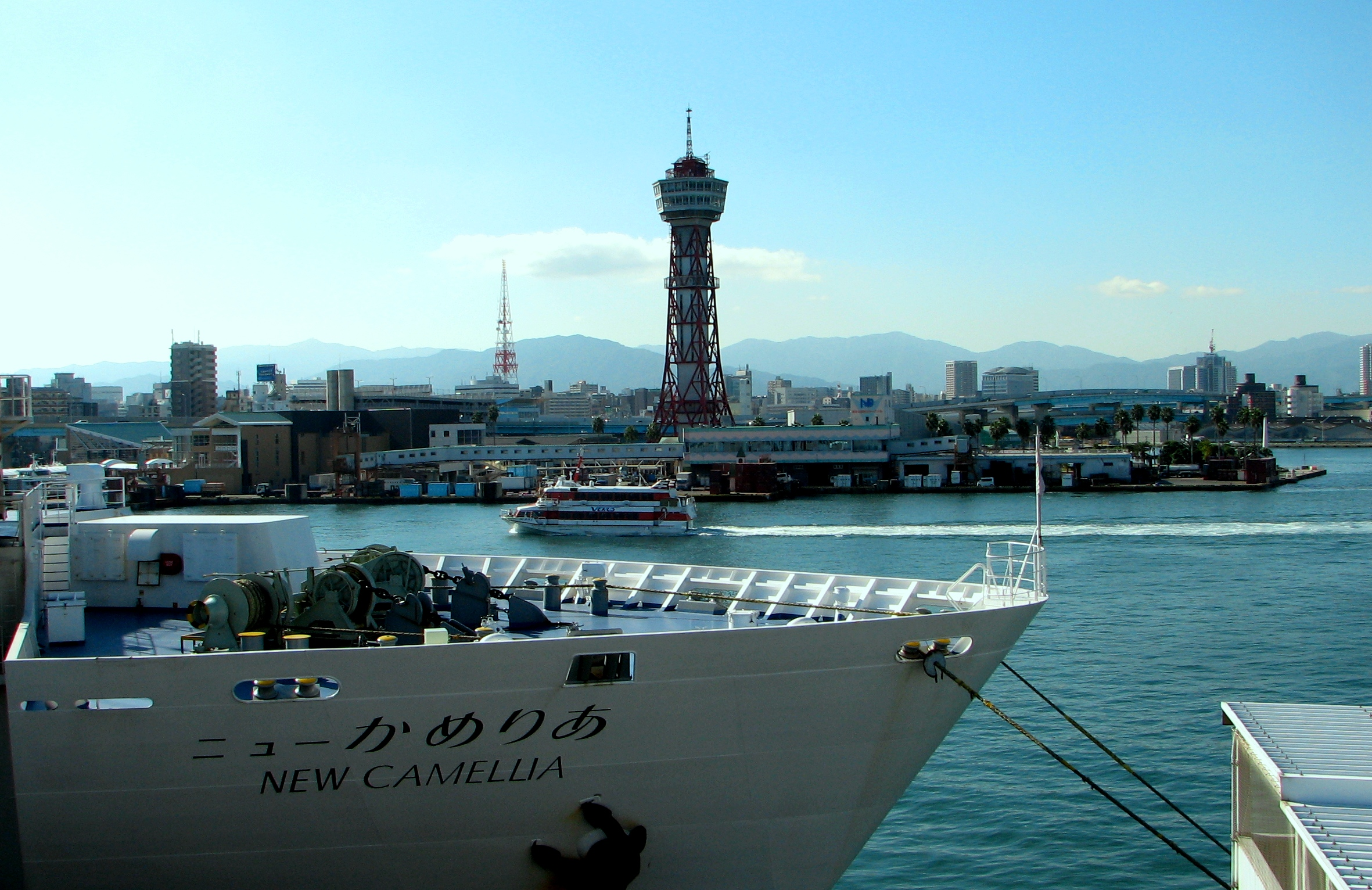
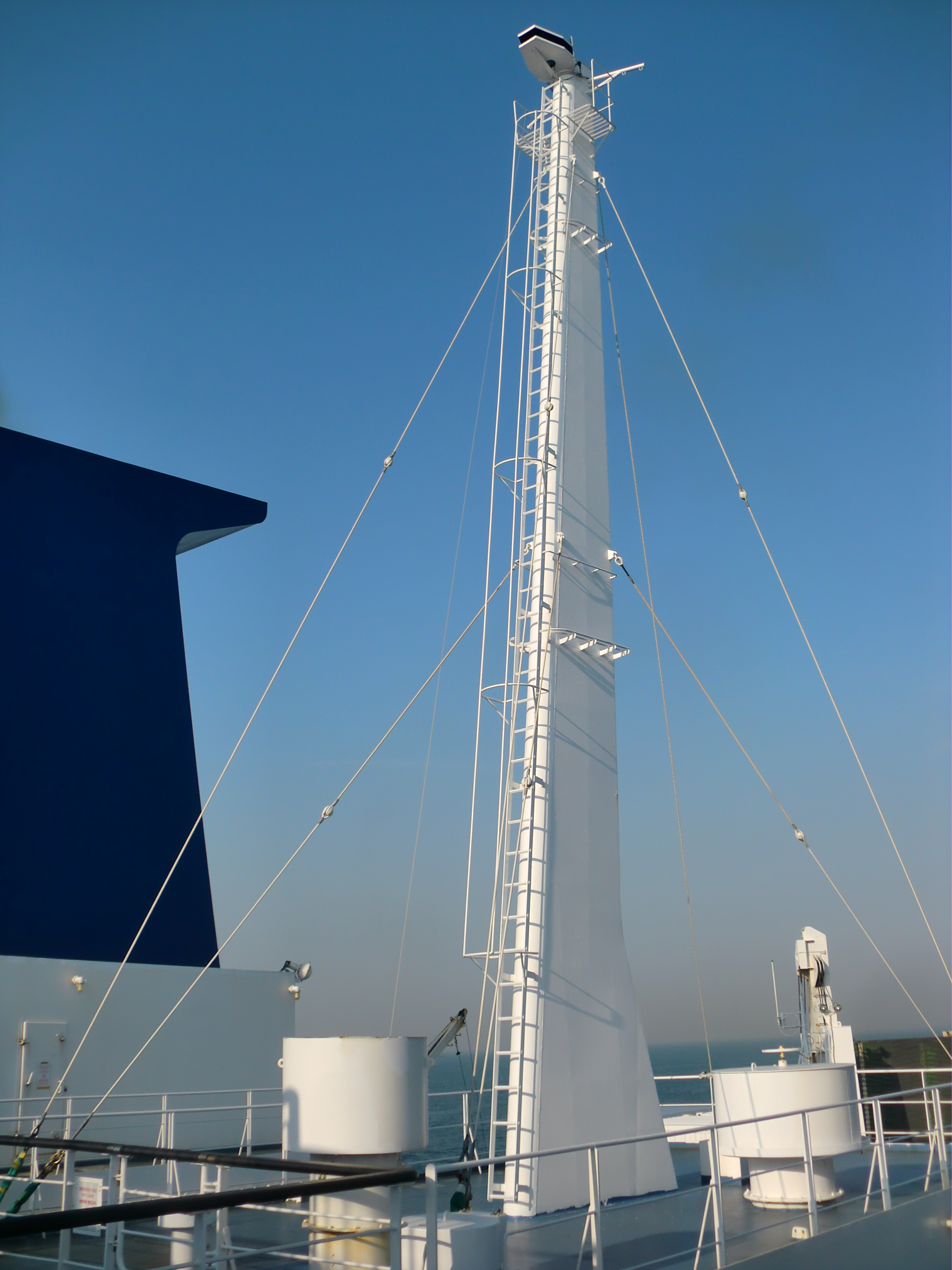
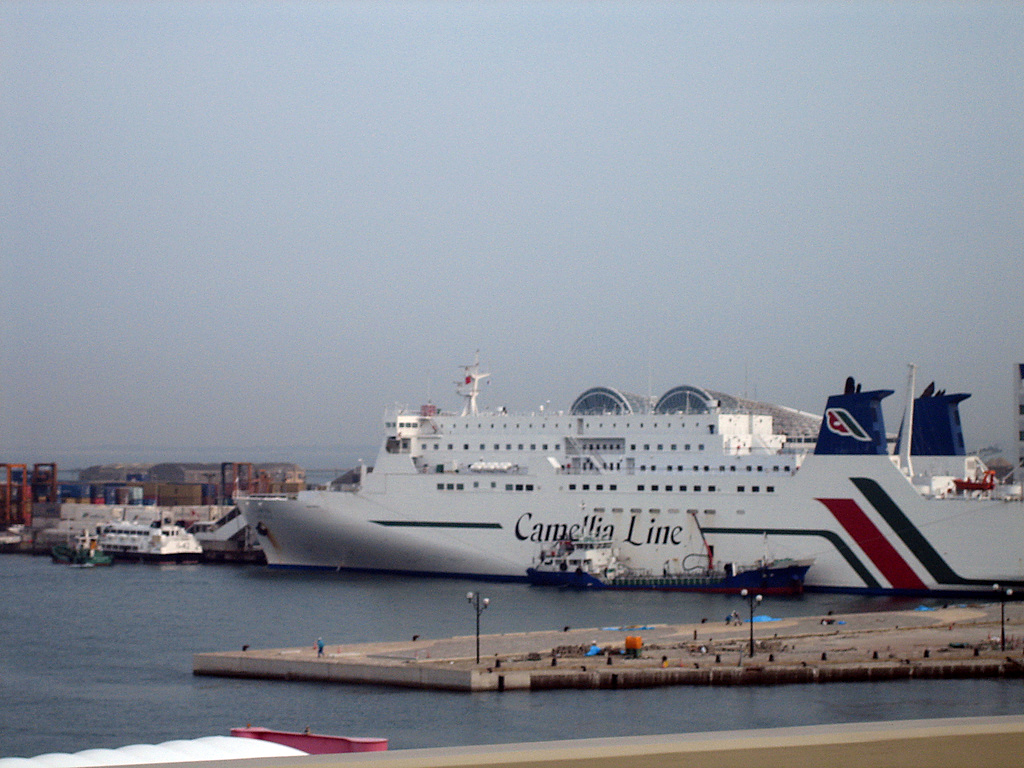
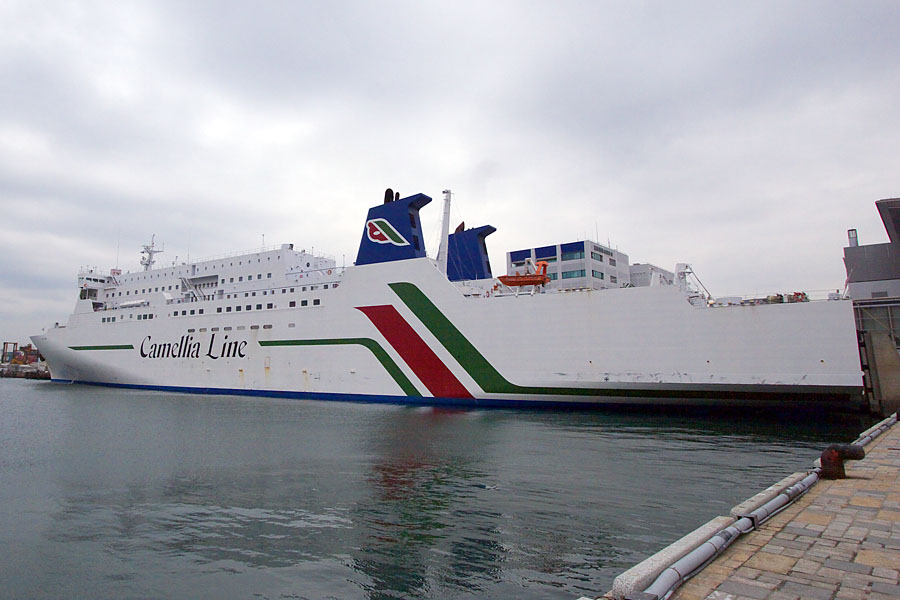

パブリックスペース
- インフォメーション
- エントランス
- 展望ラウンジ（フォワードサロン）
- 多目的ホール

供食・物販設備
- レストラン
- 免税店
- 自動販売機

入浴設備
- 展望風呂

娯楽設備
- カラオケルーム
- ゲームコーナー